# Obolcola flavescens
Obolcola flavescens är en fjärilsart som beskrevs av Louis Beethoven Prout 1913. Obolcola flavescens ingår i släktet Obolcola och familjen mätare. Inga underarter finns listade i Catalogue of Life.